# Montgon
Montgon est une commune française, située dans le département des Ardennes en région Grand Est.

## Géographie

### Localisation
Montgon est à la limite de l'Argonne ardennaise, de la Champagne, et des Crêtes préardennaises. La vallée de Mongon est appelée aussi «vallée des écluses», avec 26 écluses sur le canal des Ardennes pour rattraper la différence d'altitude entre Semuy, à 87 m sur la vallée de l'Aisne, et Le Chesne à 167 m.

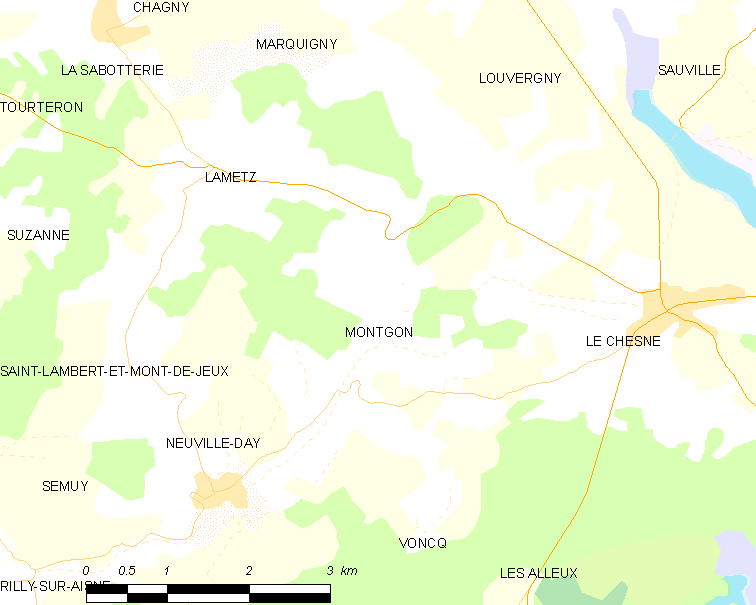
Situation de Montgon.

### Communes limitrophes
|              | Lametz  |                                                |
| Neuville-Day | Montgon | Le Chesne comm. dél. de Bairon-et-ses-Environs |
|              | Voncq   |                                                |

### Hydrographie
La commune est traversée par la ligne de partage des eaux entre  les bassins hydrographiques Rhin-Meuse et Seine-Normandie. Elle est drainée par le canal des Ardennes  (versant Aisne), le ruisseau de Longwé, le ruisseau des Craquinettes et divers autres petits cours d'eau,.
Le canal des Ardennes (versant Aisne), d'une longueur de 57 km,  est un chenal et un cours d'eau naturel navigable qui a son origine dans la commune de Dom-le-Mesnil et se jette  dans le canal latéral à l'Aisne à Vieux-lès-Asfeld, après avoir traversé 24 communes. Elle traverse la commune d'est en ouest sur une longueur d'environ 3,4 km.

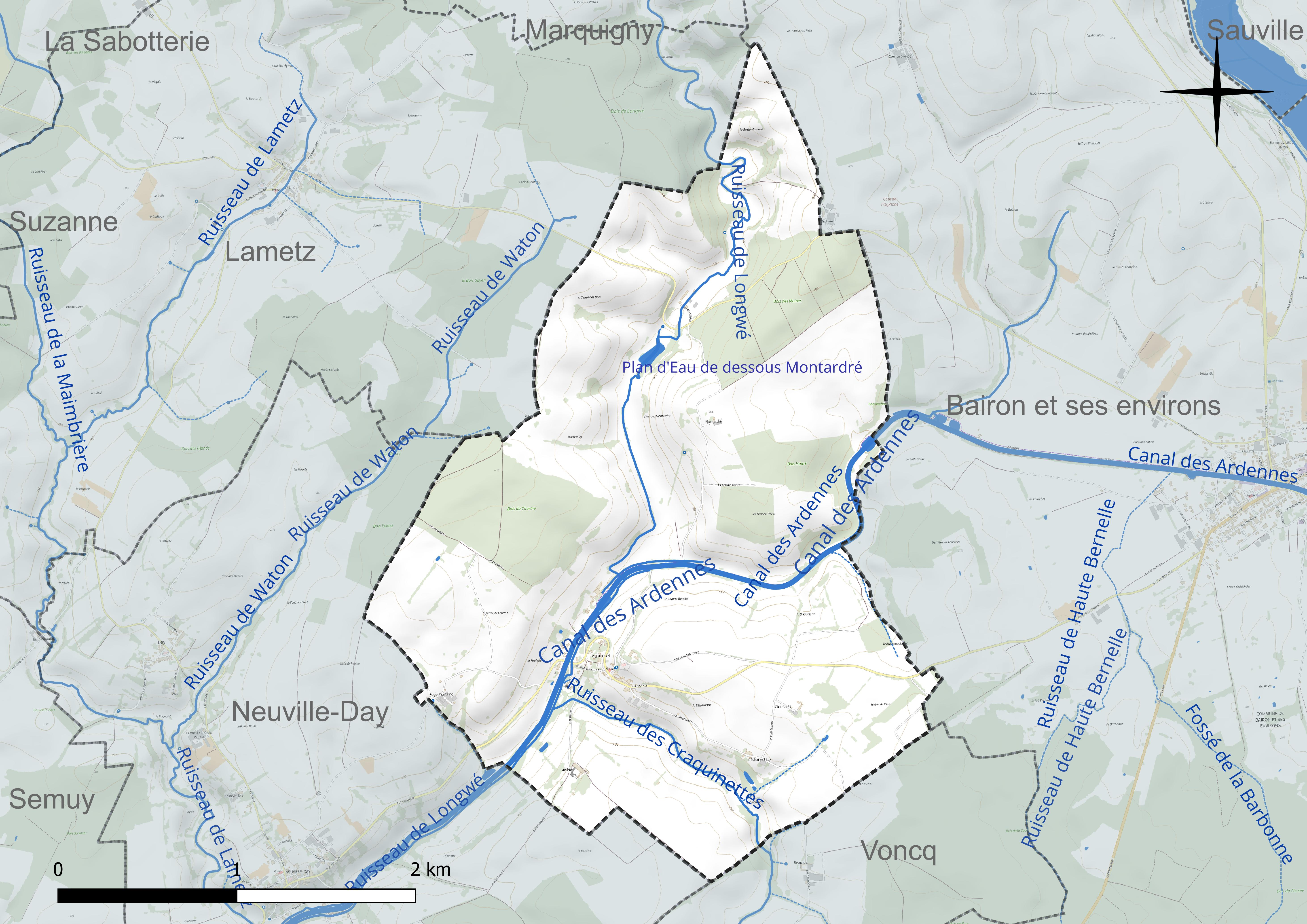
Réseau hydrographique de Montgon.

Un plan d'eau complète le réseau hydrographique : le plan d'eau de dessous Montardré (0,9 ha),.

### Climat
Pour des articles plus généraux, voir Climat du Grand Est et Climat des Ardennes.
En 2010, le climat de la commune est de type climat des marges montargnardes, selon une étude du Centre national de la recherche scientifique s'appuyant sur une série de données couvrant la période 1971-2000. En 2020, Météo-France publie une typologie des climats de la France métropolitaine dans laquelle la commune est exposée à un climat océanique altéré et est dans la région climatique Nord-est du bassin Parisien, caractérisée par un ensoleillement médiocre, une pluviométrie moyenne régulièrement répartie au cours de l’année et un hiver froid (3 °C).
Pour la période 1971-2000, la température annuelle moyenne est de 10 °C, avec une amplitude thermique annuelle de 15,7 °C. Le cumul annuel moyen de précipitations est de 877 mm, avec 13,5 jours de précipitations en janvier et 9,2 jours en juillet. Pour la période 1991-2020, la température moyenne annuelle observée sur la station météorologique de Météo-France la plus proche, « Saulces-Champenoises », sur la commune de Saulces-Champenoises à 16 km à vol d'oiseau, est de 11,0 °C et le cumul annuel moyen de précipitations est de 691,6 mm. 
La température maximale relevée sur cette station est de 41,1 °C, atteinte le 25 juillet 2019 ; la température minimale est de −13,9 °C, atteinte le 7 février 2012,,.
Les paramètres climatiques de la commune ont été estimés pour le milieu du siècle (2041-2070) selon différents scénarios d'émission de gaz à effet de serre à partir des nouvelles projections climatiques de référence DRIAS-2020. Ils sont consultables sur un site dédié publié par Météo-France en novembre 2022.

## Urbanisme

### Typologie
Au 1er janvier 2024, Montgon est catégorisée commune rurale à habitat dispersé, selon la nouvelle grille communale de densité à 7 niveaux définie par l'Insee en 2022.
Elle est située hors unité urbaine. Par ailleurs la commune fait partie de l'aire d'attraction de Vouziers, dont elle est une commune de la couronne,. Cette aire, qui regroupe 45 communes, est catégorisée dans les aires de moins de 50 000 habitants,.

### Occupation des sols
L'occupation des sols de la commune, telle qu'elle ressort de la base de données européenne d’occupation biophysique des sols Corine Land Cover (CLC), est marquée par l'importance des territoires agricoles (81,9 % en 2018), une proportion identique à celle de 1990 (81,9 %). La répartition détaillée en 2018 est la suivante : 
prairies (63,5 %), terres arables (18,4 %), forêts (18,1 %). L'évolution de l’occupation des sols de la commune et de ses infrastructures peut être observée sur les différentes représentations cartographiques du territoire : la carte de Cassini (XVIIIe siècle), la carte d'état-major (1820-1866) et les cartes ou photos aériennes de l'IGN pour la période actuelle (1950 à aujourd'hui).

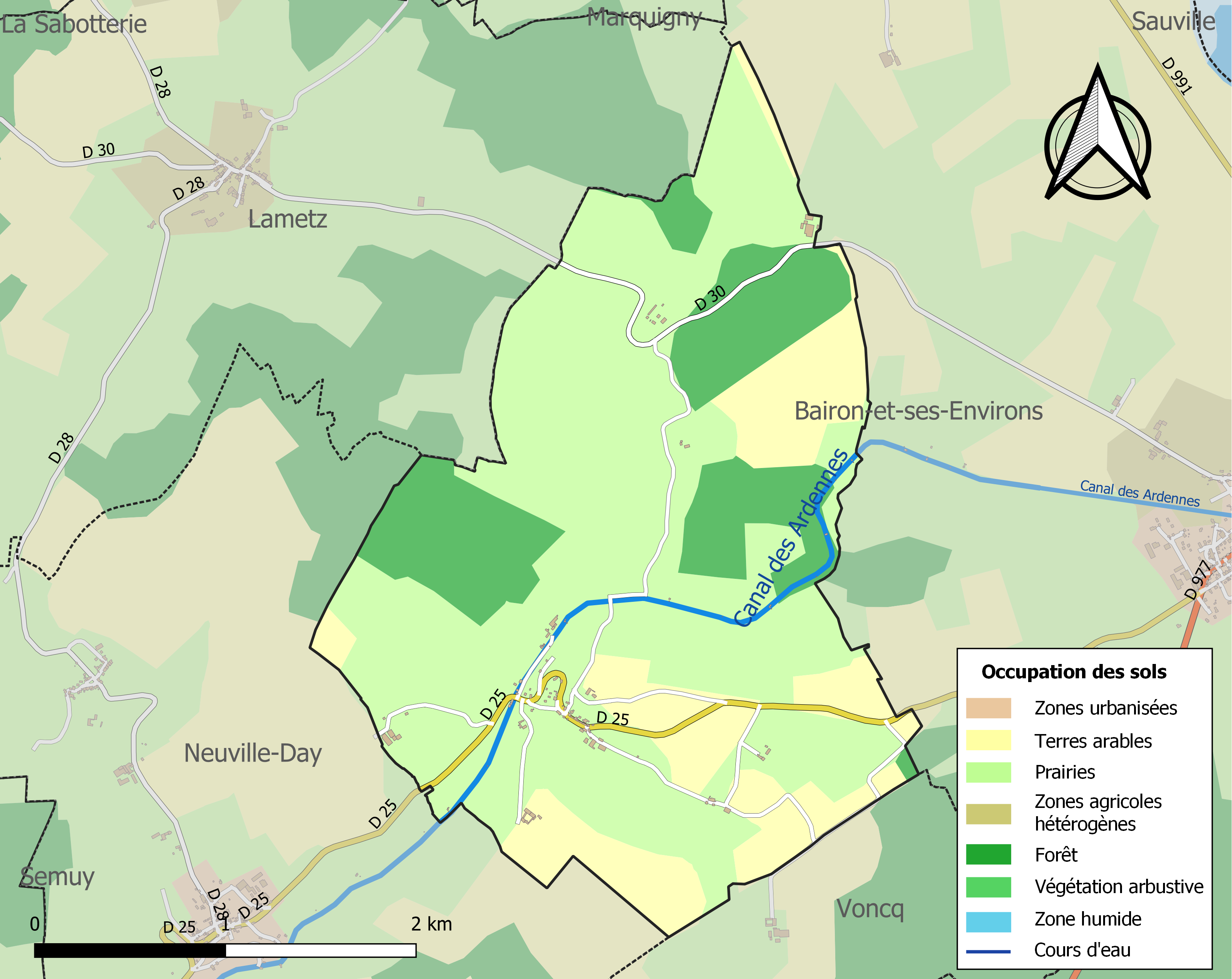
Carte des infrastructures et de l'occupation des sols de la commune en 2018 (CLC).

## Toponymie
Le nom est écrit Mongon au XIIe siècle, puis devient Montgon deux siècles plus tard.

## Histoire

### Le Moyen Âge
Même si à l'époque gallo-romaine des voies de circulation traversent ce territoire, avec la voie de Reims à Trèves au sud, et une autre voie vers Lametz rejoignant cette route, les traces écrites sur cette localité n'apparaissent qu'au XIIe siècle, et aucun autre vestige n'a été mis au jour. Il faut attendre le XIIIe siècle pour voir apparaître une famille féodale portant le nom de ce lieu. Ainsi, en 1229, c'est Aubry de Montgon qui rend foi et hommage à Hugues III de Rethel.
Dans le pouillé de 1346, compte rendu que fait l'archevêque de ses visites aux paroisses « attachées à sa crosse », il est cité un presbytère pour Montgon et Voncq. Est-ce à dire qu'il n'y avait pas de prêtre auparavant à Montgon et que cette paroisse était desservie par le curé de Voncq ou du Chesne ? Ce n'est pas totalement impossible, du reste au XVIIe siècle les registres de baptême et de décès de a paroisse sont signés par le curé des Alleux, autre village voisin. Les descendants de Louis IX de France, mort en 1270 au siège de Tunis lors de la dernière Croisade, réunissent dans leur main quasiment toute la France d'aujourd'hui à l'exclusion de l'Aquitaine et de l'Anjou et du Maine. La Champagne demeure en paix, enrichie par l'essor des foires internationales organisées par les comtes de Champagne, à Provins par exemple, et qui permettent de faire circuler marchandises et capitaux de l'Europe du Nord à l'Europe du Sud en passant par le Rhône. Les monastères et abbayes fleurissent porté par l'élan missionnaire des ordres religieux. Ainsi à Montgon s'installe une petite abbaye, l'abbaye de Longwé, sur la rive gauche du ruisseau de même nom, dans une vallée encaissée, avec une ferme sur la rive droite et un moulin en aval. L'endroit est entre le Bois des Moindes et le Bois de Longwé. A l'est, sur des élévations, sont construites les fermes de Monthardré et de L'Orphane.
En 1348, « Marguerite, dame de Montgon en partie, femme de Jacques de Sery, chevalier, tient en fief et hommage la maison et terre de Montgon, ensemble les fossez de lonc et large, ainsi comme elle se comporte.»,.
Ensuite, durant un siècle, dans la deuxième partie du XIVe siècle et la première partie du XVe siècle, le royaume de France est  empêtré dans la guerre de Cent Ans, le conflit se calmant à partir de 1453 et se terminant formellement en 1474 par le traité de Picquigny. Une nouvelle famille apparaît comme prédominante, les d'Eslaires, qui prend son nom du fief d'Elaire ou des Laires, à l'est de Montgon, au nord du lieu-dit Décharge-Faux.
En 1472, la seigneurie de Montgon appartient à Jeannot d'Eslaires,. Ses deux fils se partagent la seigneurie. Voilà ce que nous disent leurs enfants qui sont donc cousins, Jean et Nicolas :
« À tous ceux que ces présentes lettres verront, je, Jean des Laires, écuyer seigneur de Montgon en partie, salut. Sachent tous que, je, Jean des Laires, seigneurs es dits nom, connais, et avoue tenir en foi, fief, et hommage, tant en domaine qu’en fief, qui peuvent appartenir à moi, étant en ban & terroir de Montgon, naguère par moi acquis de noble écuyer Antoine de Bohan tenant et mouvant de noble écuyer & mon très cher et amé cousin Nicolas des Laires, seigneur en partie dudit Montgon ainsi à cause de sa forte maison étant en la ville dudit Montgon, ainsi qu’il s’ensuit de noble écuyer et mon très cher et amé cousin Nicolas des Laires,. »
On comprend que Nicolas est le seigneur féodal de Montgon, celui qui doit hommage au comte de Rethel. Jean, son cousin, lui doit aveu et hommage. Jean indique que son fief a été acheté à Antoine de Bohan, seigneur de Voncq, fief qui à l'époque du partage, est inclus dans le ban de Montgon. La description du fief de Jean correspond à une maison-forte, château d'Eslaires, berceau de la famille d'Elaire : 
« Je Jean des Laires connais et avoue tenir en fief et hommage à cause de la maison forte, les choses qui s’ensuivent et premier, une place où il soulait avoir(se tenait depuis longtemps)  maison dessus laquelle est par devers le Chesne au-dehors de la ville dudit Montgon étant une place auprès de ladite maison où soulait avoir une grange. »

### La Renaissance et l'époque moderne
Le château de Melime est construit par un descendant d'Eslaires, au XVIe siècle. Il possède alors une grande partie de son logis principal actuel, et, en particulier la tour carrée qui contient l'escalier à l'arrière. Il est flanqué de tours rondes. Il est possible qu'il ait eu un rôle défensif, comme d'autres constructions, telles que le château de la Cour des Prés, établies dans la région pour ralentir  la progression éventuelle d'un ennemi venant du Saint-Empire romain germanique. Dans la deuxième moitié du XVIIe siècle, grâce à une surveillance renforcée de la Meuse et de la Semoy, la région est progressivement épargnée par les incursions ennemies et la situation interne du royaume se stabilise, après les guerres de religion et la période troublée de la Fronde. Le château de Mélimé a dès lors une vocation plus résidentielle, avec des ouvertures plus larges. Il est acquis en 1551 par Philippê d'Estivaux, puis par le mariage d'une de ses petites-filles, passe à la famille de Pouilly.
Léonard, président en l'élection de Reims, issu d'une famille de magistrats remoise anoblie par Louis XIV, épousa Marie-Charlotte d'Eslaires, Dame de Montgon, habitant au fief d'Eslaires à Girondelle en 1698.
Dans la première partie du XVIIIe siècle, le château de Mélimé est vendu aux Durey de Noinville. De même, dans les années 1780, soit la décennie qui précède la Révolution française, le château et le fief d'Eslaire  à Girondel sont vendus par Adam-Rémy Regnault de Montgon, au comte de Noinville. Adam Remi Regnault de Montgon, est officier d'infanterie. Il est le petit fils de Léonard Regnault et de Marie-Charlotte d'eslaires. 
Par lettres patentes de Louis XVI sont érigées en effet en janvier 1785 un comté de Noinville, sur les terres de Mélimé, Montgon et Neuville, au bénéfice des Durey de Noinville. Avec les événements révolutionnaires, ce comté, dont le siège est à Montgon, dure peu de temps et laisse peu de souvenirs dans la région. Le comte de Noinville figure aux assemblées de la noblesse en 1789, puis émigre en 1791. Il commande la cavalerie noble de l'armée de Condé, est fait lieutenant-général en 1814, et est de retour, mais à Paris, avec la Restauration, y meurt le 20 mai 1818,.
Le château d'Eslaire devient progressivement une ferme, la ferme de Girondelle. Le corps de logis principal est détruit lors de la Première Guerre mondiale. Le corps de logis actuel date de la Seconde Guerre mondiale.
En 1792, des détachements de troupes françaises républicaines logent dans le château de Mélimé, à deux reprises. Le baron de Wacquant achète le domaine sous le Premier Empire, et fait restaurer ce château en 1830. Il est vendu à nouveau en 1869, puis dans les années 1920. Un incendie le dévaste en 2013.
Le village est bombardé par les Allemands après sa libération le 4 novembre 1918. Il est de nouveau bombardé en 1940, lors de la bataille de France, et sa modeste église du XVIe siècle est dévastée, de façon irréparable. Une église est reconstruite de 1956 à 1959, et inaugurée le 19 avril 1959, avec des verrières remarquables.
Le château de Melime a brûlé en 2015.

## Politique et administration
| Période                                  | Période                   | Identité                                         | Étiquette | Qualité                       |
| ---------------------------------------- | ------------------------- | ------------------------------------------------ | --------- | ----------------------------- |
| Les données manquantes sont à compléter. |                           |                                                  |           |                               |
|                                          |                           | José Moreaux                                     |           |                               |
|                                          |                           | André Gilles                                     |           |                               |
| Les données manquantes sont à compléter. |                           |                                                  |           |                               |
| 1879                                     |                           | Lagosse                                          |           |                               |
| Les données manquantes sont à compléter. |                           |                                                  |           |                               |
| mars 2001                                | En cours (au 28 mai 2020) | Danielle Andrey, Réélue pour le mandat 2020-2026 |           | Cadre de la fonction publique |

## Démographie
L'évolution du nombre d'habitants est connue à travers les recensements de la population effectués dans la commune depuis 1793. Pour les communes de moins de 10 000 habitants, une enquête de recensement portant sur toute la population est réalisée tous les cinq ans, les populations de référence des années intermédiaires étant quant à elles estimées par interpolation ou extrapolation. Pour la commune, le premier recensement exhaustif entrant dans le cadre du nouveau dispositif a été réalisé en 2004.

En 2022, la commune comptait 71 habitants, en évolution de +10,94 % par rapport à 2016 (Ardennes : −2,97 %, France hors Mayotte : +2,11 %).
| 1793 | 1800 | 1806 | 1821 | 1831 | 1836 | 1841 | 1846 | 1851 |
| ---- | ---- | ---- | ---- | ---- | ---- | ---- | ---- | ---- |
| 268  | 249  | 296  | 299  | 413  | 438  | 448  | 428  | 440  |

| 1866 | 1872 | 1876 | 1881 | 1886 | 1891 | 1896 | 1901 | 1906 |
| ---- | ---- | ---- | ---- | ---- | ---- | ---- | ---- | ---- |
| 351  | 341  | 374  | 323  | 346  | 339  | 311  | 265  | 202  |

| 1911 | 1921 | 1926 | 1931 | 1936 | 1946 | 1954 | 1962 | 1968 |
| ---- | ---- | ---- | ---- | ---- | ---- | ---- | ---- | ---- |
| 207  | 177  | 150  | 139  | 135  | 157  | 170  | 176  | 176  |

| 1975 | 1982 | 1990 | 1999 | 2004 | 2006 | 2009 | 2014 | 2019 |
| ---- | ---- | ---- | ---- | ---- | ---- | ---- | ---- | ---- |
| 141  | 116  | 97   | 97   | 80   | 75   | 73   | 67   | 69   |

| 2022 | - | - | - | - | - | - | - | - |
| ---- | - | - | - | - | - | - | - | - |
| 71   | - | - | - | - | - | - | - | - |

## Culture locale et patrimoine

### Lieux et monuments
- Canal des Ardennes, ses écluses et ses maisons d'éclusier.
- Ferme de Girondelle, anciennement château d'Élaires.
- Église Notre-Dame, église moderne construite à la place d'une église du XVIe siècle démolie dans les années 1940.
- Château du Bas.
- Ancien moulin sur la Craquinette.
- Ferme de Beaufuy, attestée dès 1153.
- Ancienne papeterie de Mecquenem, près du canal.
- La Mussanterie, construite par la famille de Mussan au XVIIIe siècle.
- Ancienne abbaye, aujourd'hui détruite. Il subsiste une ferme et un petit moulin.
- Ancien château de la famille de Beaufort, construit fin XIXe siècle, aujourd'hui détruit. Il s'agit du château de Longwé, de style flamand, construit en 1902 ; il est mentionné à Louvergny ; son créateur, Ernest Vézy de Beaufort (Mézières (Ardennes), (1860 - Montgon, 1905), après l'incendie de son château de Touly, dont il a été le dernier occupant, conseiller général des Ardennes, pour le canton de Tourteron, en mars 1905, le fera bâtir, pour remplacer Touly, le château de Longwé à Montgon, château aujourd'hui ruiné.
- Château de Mélimé

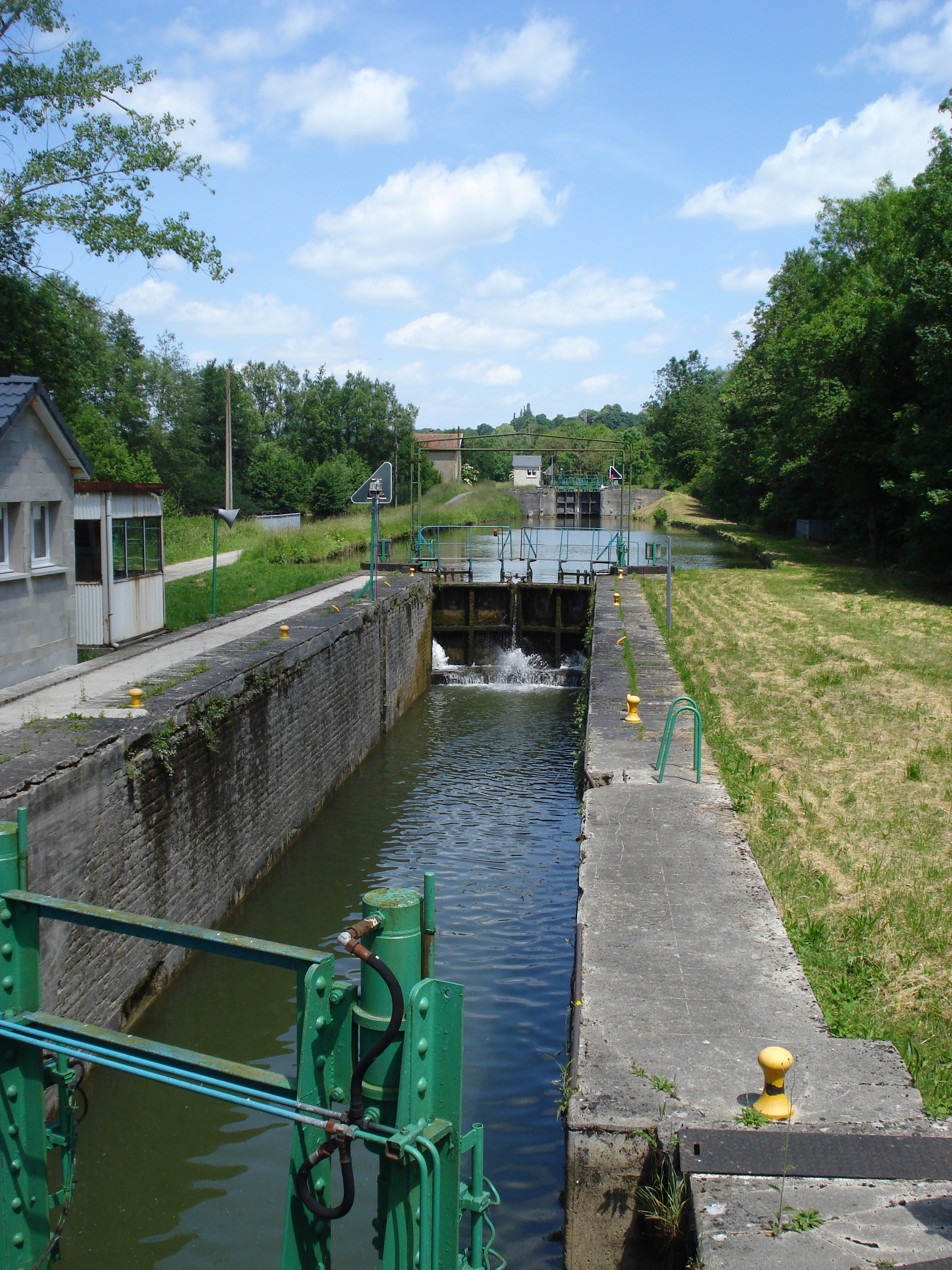
Le canal des Ardennes dans la Vallée des écluses.
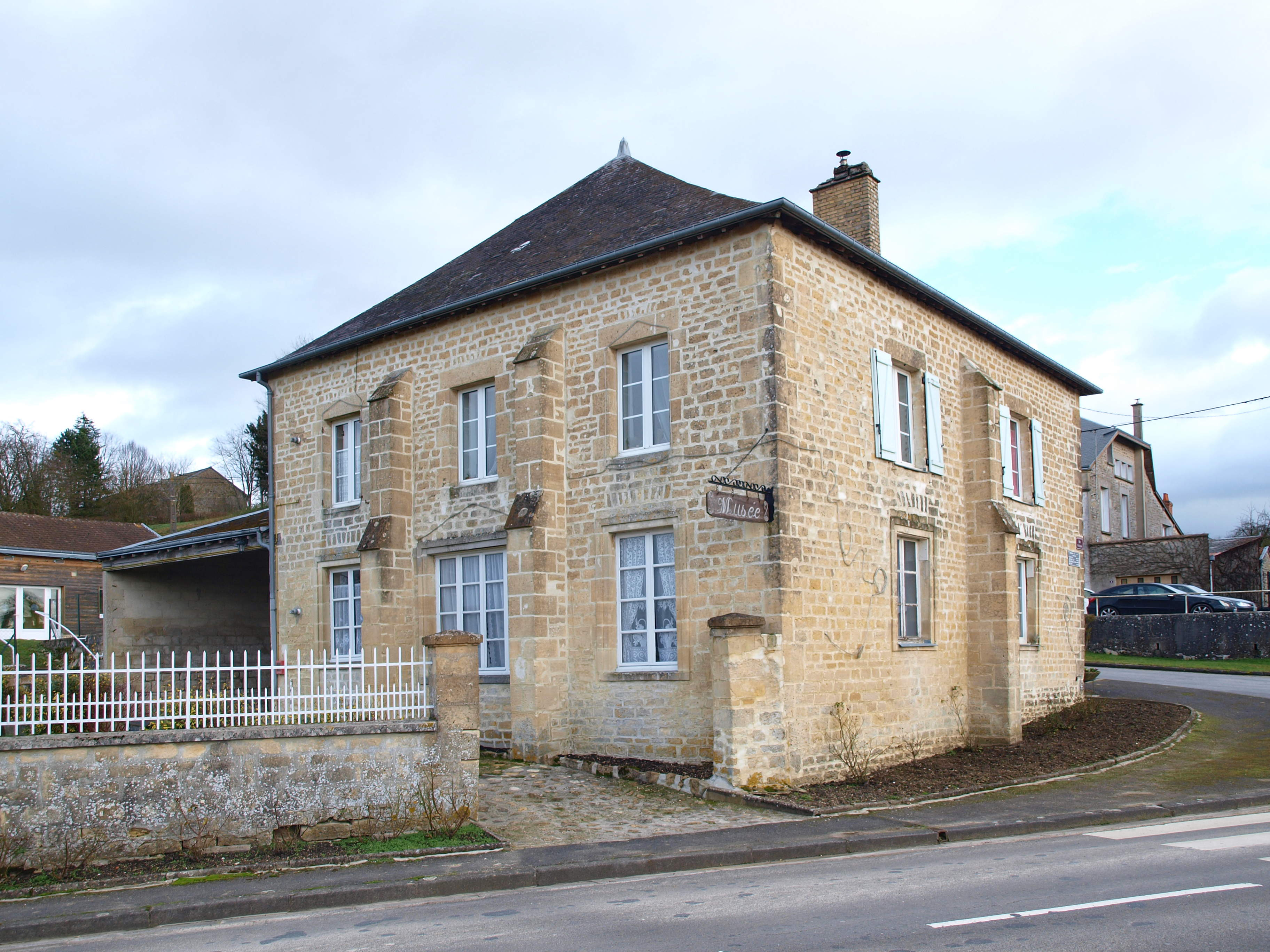
La mairie.
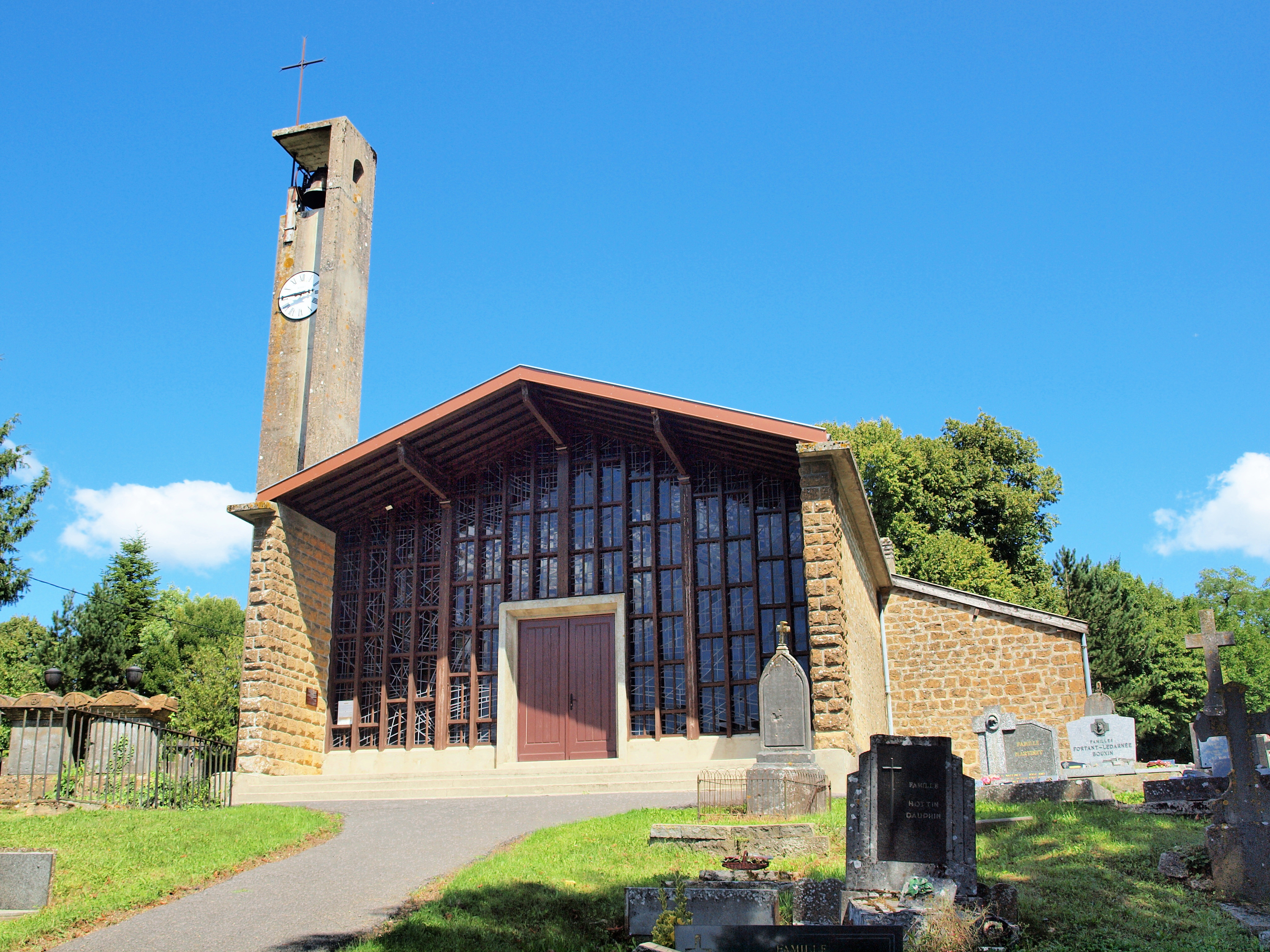
L'église Notre-Dame.
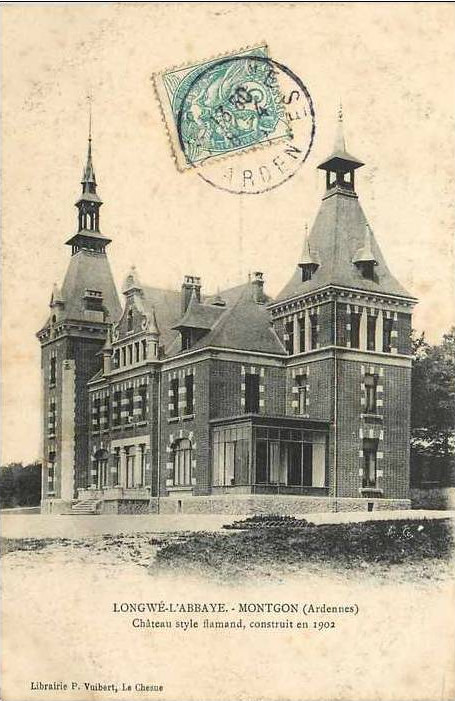
Ancien château de Longwé, disparu.

### Personnalités historiques liées à la commune
- Louis-Emmanuel Regnault de Montgon (1768-1845). Né à Montgon le 21 mars 1768, au château d'Élaires (aujourd'hui à Girondelle), Louis-Emmanuel est le fils d'Adam Remi Regnault de Montgon. Il entre en 1786 au régiment de Chartres, stationné à Charleville. Il rentre dans l'Armée après la Révolution. Il combat dans l'Armée du Rhin de 1789 à 1793, et dans l'Armée du Nord, avant d'être démobilisé pendant la Terreur. Il est réintégré sous le Consulat, continue ce parcours militaire sous le Premier Empire où il devient Major des Armées Impériales et Gouverneur de Cologne au 95e régiment d'infanterie. Admis à la retraite en 1814,il achète un domaine à Harricourt, qu'il baptise La Montgonière[19],[36],[37],[38],[39]. Il devient ensuite Commandant de la Garde Nationale du Chesne sous la Restauration, puis Conseiller Départemental des Ardennes sous Louis Philippe. Il meurt à Stenay en 1845. Par sa mère, Marie Suzanne Thiboust de Berry des Aulnois, il est cousin du général Antoine Giraud, habitant aux Petites Armoises, et du Baron d'Empire Christophe de la Motte-Guery. En effet, ces deux officiers avaient épousé les filles de Louis de Montfraboeuf et de Marie Françoise Thiboust de Berry des Aulnois, sœur de Marie Suzanne Thiboust de Berry des Aulnois.
- Roland de Mecquenem Montgon. Sous-préfet de Rocroi et de Vouziers, pousse pour la construction du canal des Ardennes. Il a implanté également une papeterie à Montgon sur le ruisseau de Longwé (ultérieurement transformé en scierie, puis en bâtiment agricole)[40],[41].

### Héraldique
| Armes de Montgon | Les armes de Montgon se blasonnent ainsi : D'azur à trois fasces d'argent, à l'aigle d'or brochante, au chef cousu de gueules chargé d'une merlette d'or accostée de deux fleurs de lis au pied nourri d'argent. |